# Tacatacuru
 (août 2024).
Si vous disposez d'ouvrages ou d'articles de référence ou si vous connaissez des sites web de qualité traitant du thème abordé ici, merci de compléter l'article en donnant les références utiles à sa vérifiabilité et en les liant à la section « Notes et références ».
La tribu Tacatacuru est une chefferie de la Nation Timucua installée sur l'Île de Cumberland et une partie de la côte de la Géorgie. Les Tacatacuru furent les alliés Amérindiens des Français lors de la fondation de la colonie de la Floride française au XVIe siècle.

## Anthropologie
La tribu Tacatacuru compose avec la tribu Saturiwa le groupe linguistique des Mocama qui est un sous-groupe linguistique Timucua. Ces deux tribus, alliées aux Français étaient en conflits avec la tribu Utina alliée aux Espagnols, elle-même membre du même groupe linguistique des Mocama. 
Les Tacatacurus étaient répartis en petites communautés depuis l'île de Cumberland et la côte géorgienne jusqu'au limite septentrionale du fleuve Saint Marys au sud.
En 1562, Les explorateurs Français qui les découvrirent installés à l'embouchure de la rivière Seine (Saint Marys), les Tacatacurus vivaient dans de petites communautés répartis le long de la côte atlantique.

## Histoire
En 1562, Gaspard II de Coligny lançait un projet de colonisation vers l'Amérique du Nord. Jean Ribault, secondé par René de Goulaine de Laudonnière et accompagné du cartographe Jacques Le Moyne de Morgues débarquaient en Floride française et fondaient un premier fort, nommé Charlesfort, dont les vestiges sont situés sur l'île de Parris Island. Les Français entrèrent en contact avec les Tacatacurus et Saturiwas. Les Amérindiens les accueillirent avec dévotion et s'allièrent à eux contre les Espagnols.
En 1564, ils aidèrent les colons français à édifier le Fort Caroline en Floride française. Un an plus tard, les forces espagnoles prenaient le fort est massacrés la garnison française.
En 1567, Dominique de Gourgues s'embarqua dans une expédition punitive pour venger les Français massacrés par les Espagnols deux ans plus tôt. Arrivée en 1568 vers les côtes de Floride, Les forces françaises, avec l'aide des Amérindiens Tacatacurus, Saturiwa et d'autres tribus amérindiennes (Potano et Mayacas), massacrèrent la garnison espagnole du fort Matéo qui avait succédé au fort Caroline. Fort de ce succès, Dominique de Gourgues détruira deux autres forts espagnols.
Après que les Français eurent été délogés de la Floride, les Tacatacurus firent la paix avec les Espagnols. Comme d'autres peuples amérindiens de Floride, les Tacatacurus furent décimés par de nouvelles maladies infectieuses et par les guerres à travers le XVIIe siècle. Ils disparurent au début du XVIIIe siècle. Les rares survivant fusionnèrent avec d'autres membres des anciennes tribus Timucua et perdirent leur propre identité.